# Związek gmin Eriskirch-Kressbronn am Bodensee-Langenargen
Związek gmin Eriskirch-Kressbronn am Bodensee-Langenargen – związek gmin (niem. Gemeindeverwaltungsverband) w Niemczech, w kraju związkowym Badenia-Wirtembergia, w rejencji Tybinga, w regionie Bodensee-Oberschwaben, w powiecie Esslingen. Siedziba związku znajduje się w miejscowości Langenargen, przewodniczącym jego jest Rolf Müller.
Związek gmin zrzesza trzy gminy wiejskie:
- Eriskirch, 4 542 mieszkańców, 14,58 km²
- Kressbronn am Bodensee, 8 159 mieszkańców, 20,42 km²
- Langenargen, 7 803 mieszkańców, 15,26 km²